# دنی گلاور (بازیکن فوتبال)
دنی گلاور (انگلیسی: Danny Glover؛ زادهٔ ۲۴ اکتبر ۱۹۸۹) بازیکن فوتبال اهل بریتانیا است.
از باشگاه‌هایی که در آن بازی کرده‌است می‌توان به باشگاه فوتبال برافورد پارک آونیو، باشگاه فوتبال سالزبری سیتی، باشگاه فوتبال استوک‌پورت کانتی، باشگاه فوتبال هالیفاکس تاون، باشگاه فوتبال نانیتون تاون، باشگاه فوتبال روچدیل، باشگاه فوتبال تلفورد یونایتد، باشگاه فوتبال ووستر سیتی، باشگاه فوتبال استافورد رانجرز، و باشگاه فوتبال پورت ویل اشاره کرد.